# Cerro Catedral (Argentinië)
Cerro Catedral is een berg gelegen 19 km van San Carlos de Bariloche in het Nationaal park Nahuel Huapi in Patagonië in Argentinië.
Het bezit een van de grootste ski-centra in Zuid-Amerika, met een skigebied van 2 km², meer dan 100 km skipistes en een liftcapaciteit van 22.200 skiërs per uur. Het is ook populair vanwege het uitzicht over het Nahuel Huapi-meer. Er zijn een aantal hotels en hostels aan de voet van de berg en een zomerhut Refugio Lynch op een van de toppen van de berg.

## Galerij

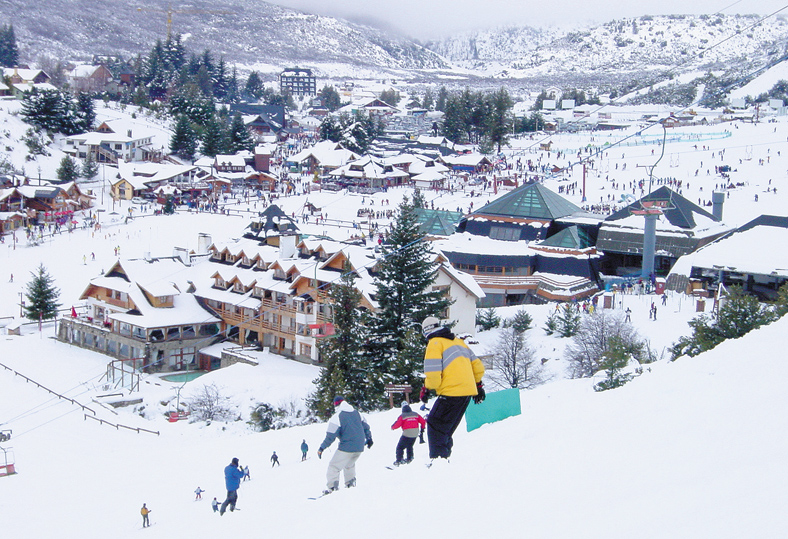